# Луазон, Луи Анри
Луи-Анри Луазон (фр. Louis-Henri Loison; 1771—1816) — французский военный деятель, дивизионный генерал (1799 год), граф (1810 год), участник революционных и наполеоновских войн. Имя генерала выбито на Триумфальной арке в Париже.

## Биография

### Происхождение и начало военной службы
Будущий генерал родился в семье судьи Франсуа Луазона (фр. François Loison; 1745—1814) и его супруги Марии Патюссе де Сен-Жермен (фр. Marie Thérèse Charlotte Patusset de Saint Germain; 1749—1773). 5 марта 1795 года в Вердене женился на Анне Прус (фр. Aimée Anne Marguerite Henriette Prous; 1772—), от которой имел дочь. На военную службу вступил 29 июня 1787 года во вспомогательный батальон колоний, покинул его 16 сентября следующего года, но вернулся 25 января 1788 года и в тот же день добился увольнения за определенную плату.

### Революционные войны
15 сентября 1791 года Луазон вернулся в строй, и был произведён в младшие лейтенанты батальона волонтёров Мёза, а в следующем году получил чин лейтенанта. Ещё через год он стал капитаном гусар в Северном легионе. Его храбрость принесла ему в мае 1793 года чин полковника штаба, пожалованный народным комиссаром Северной армии. 26 августа 1795 года стал бригадным генералом.
Быстрота его продвижения была платой за настоящие военные таланты и блестящую доблесть, иногда доходившую до безрассудства. Утверждают, однако, что в нём не было ни бескорыстия, ни человечности, ни возвышенного характера. Его братья по оружию даже дошли до того, что признали, что он не только падок на славу. Шарль Мюлли добавляет, что у нас может возникнуть соблазн поверить в то, что этот приговор не является суровым, напоминая нам об обвинении, которое тяготило его во время захвата и опустошения аббатства Орваль на границе Великого герцогства Люксембург. Серьёзно скомпрометированный за совершение одиозных злоупотреблений, Луазон должен был предстать перед судом, готовым принять против него суровые меры, когда комиссару Конвента удалось спасти его от грозившей ему опасности и восстановить его в должности. 5 октября 1795 года находился под началом генерала Бонапарта, и председательствовал на военном совете, которому было поручено судить руководителей восстания.
Далее он был в армии Массены и сражался в Швейцарии против Суворова. В следующем году был в Италии вновь под началом Бонапарта. Он отличился в сражениях при Чересоле, Поццоло, Пароне, Колорньоли: блестяще проявил себя при форсировании Бренты, где он открыл путь армии к новым победам, и подтвердил свою военную репутацию. 1 июля 1801 года получил разрешение вернуться домой для активного лечения. Именно по его рекомендации его дядя Жозеф-Жак Луазон был назначен епископом Байонны 5 июля 1802 года.

### На службе Империи
29 августа 1803 года возглавил пехотную дивизию в лагере Комьпень. В кампании 1805 года в Австрии, действуя в составе 6-го армейского корпуса маршала Нея Великой Армии, Луазон снова проявил себя при Гюнцбурге, при Эльхингене, в Люташе взял в плен 300 человек, которые защищали этот укреплённый пост, и захватил Шарниц. 5 февраля 1806 года с Луазоном произошёл несчастный случай на охоте, в результате чего ему ампутировали левую руку. 14 февраля 1806 года он передал командование дивизией генералу Маршану.
17 сентября 1806 года был назначен командующим 25-го военного округа. 23 октября того же года стал губернатором провинции Мюнстер в Вестфалии. 1 ноября вернулся к активной строевой службе и возглавил 2-ю пехотную дивизию вместо генерала Лагранжа 8-го армейского корпуса маршала Мортье, состоявшую из итальянских и немецких полков. Согласно приказу Наполеона, Мортье и король Голландии Луи Бонапарт - младший брат императора - имеют миссию вторгнуться в электорат Гессен, чей суверен Вильгельм I враждебен Франции. Маршал в сопровождении трёх полков лёгкой пехоты, составляющих дивизию Луазона (т. е. 5500 человек), наступает с юга и 1 ноября занимает город Кассель, столицу государства, где к нему вскоре присоединяются войска Луи. Оставив голландскую дивизию последнего для осады Хамельна, Мортье продолжил свой путь и вошел в Ганновер. В следующем году Луазон принял активное участие в неудачной осаде Кольберга, которой руководил с 1 апреля 1807 года. В его подчинении были следующие войска: 1-й батальон 3-го лёгкого, пять батальонов 19-го, 72-го и 93-го линейных, восемь эскадронов 3-го и 15-го конно-егерских полков и две роты жандармов.

### Пиренейские войны
После завершения войны против России и Пруссии Наполеон начал готовить кампанию против Португалии. 30 октября 1807 года Луазон был поставлен во главе 2-й пехотной дивизии 1-го наблюдательного корпуса Жиронды генерала Жюно. Участвовал в походе в Португалию, отличился в сражении при Вимейру. После капитуляции корпуса Жюно англичанам при Синтре, Луазон 30 августа 1808 года возвратился во Францию.
9 октября 1808 года вернулся на Пиренейский полуостров во главе всё той же 2-й пехотной дивизии 8-го армейского корпуса (бывший 1-й наблюдательный корпус Жиронды) Армии Испании. 2 января 1809 года был назначен губернатором провинции Леон. 14 октября 1809 года стал командиром 1-й резервной дивизии. 31 января 1810 года вновь оказался под началом маршала Нея, и возглавил 3-ю пехотную дивизию в его 6-м армейском корпусе. С мая 1810 года корпус вошёл в состав Армии Португалии, и участвовал во втором вторжении в Португалию. Луазон отличился при осадах Сьюдад-Родриго и Алмейды, а также в сражениях при Бусаку и при Фуэнтес-де-Оньоро. С 23 марта по 9 апреля 1811 года временно командовал всем корпусом.

### Кампании 1811-14 годов
7 мая 1811 года Луазон вернулся во Францию. 14 июня 1811 года был назначен Императором командующим 14-го военного округа в Шербуре, 25 ноября — командующим 25-го военного округа в Везеле.
24 мая 1812 года был отозван в распоряжение Великой Армии, и был назначен губернатором Кёнигсберга, где командовал тыловыми частями. 11 ноября заменён на посту губернатора генералом Лагранжем, и с 15 ноября по 21 декабря командовал 34-й пехотной дивизией. Во второй половине ноября прибыл в Вильно. 4 декабря его дивизия была направлена в Ошмяны для встречи Наполеона, на обратном пути, как утверждается, понесла значительные потери из-за сильных морозов (хотя это оспаривается). На 9 декабря в её рядах осталось около 3000 человек из первоначальных 14 000. При отступлении от Вильно до Ковно (10-12 декабря) дивизия сражалась в арьергарде маршала Нея. В боях с 4 на 5 декабря дивизия Луазона была уничтожена под Молодечно. Поражённый масштабами потерь, Наполеон приказал арестовать генерала Луазона и провести расследование причин потерь.
25 декабря 1812 года был назначен губернатором Тильзита. 15 января 1813 года получил должность командующего 32-м военным округом. 20 февраля стал губернатором Компьена. 18 июня присоединился к Великой Армии и возглавил 3-ю пехотную дивизию 13-го армейского корпуса. 25 августа занял Висмар, затем принимал участие в обороне Гамбурга под началом маршала Даву.

### Последние годы службы и отставка
При первой Реставрации назначен 5 августа 1814 года командующим 5-го военного округа в Страсбурге. Со 2 января 1815 года оставался без служебного назначения. После возвращения Наполеона с Эльбы, Луазон с 14 апреля 1815 года занимался организацией Национальной гвардии 2-го военного округа. 28 мая был назначен генеральным инспектором 2-го и 3-го военных округов.
15 ноября 1815 года был уволен в отставку. Скончался в своём имении Шокьер под Льежем 30 декабря 1816 года.

## Воинские звания
- Солдат (29 июня 1787 года);
- Младший лейтенант (15 сентября 1791 года);
- Лейтенант (25 марта 1792 года);
- Капитан (28 июля 1792 года);
- Полковник штаба (май 1793 года, утверждён 13 июня 1795 года);
- Бригадный генерал (26 августа 1795 года);
- Дивизионный генерал (25 сентября 1799 года, утверждён 19 октября 1799 года).

## Титулы
- Граф Луазон и Империи (фр. comte Loison et de l'Empire; декрет от 19 марта 1808 года, патент подтверждён 14 апреля 1810 года в Компьене)[4][5].

## Награды
Легионер ордена Почётного легиона (11 декабря 1803 года)
 Великий офицер ордена Почётного легиона (14 июня 1804 года)
 Кавалер военного ордена Святого Людовика (27 июня 1814 года)